# Passiflora misera
Passiflora misera är en passionsblomsväxtart som beskrevs av Carl Sigismund Kunth. Passiflora misera ingår i släktet passionsblommor, och familjen passionsblomsväxter. Inga underarter finns listade i Catalogue of Life.

## Bildgalleri

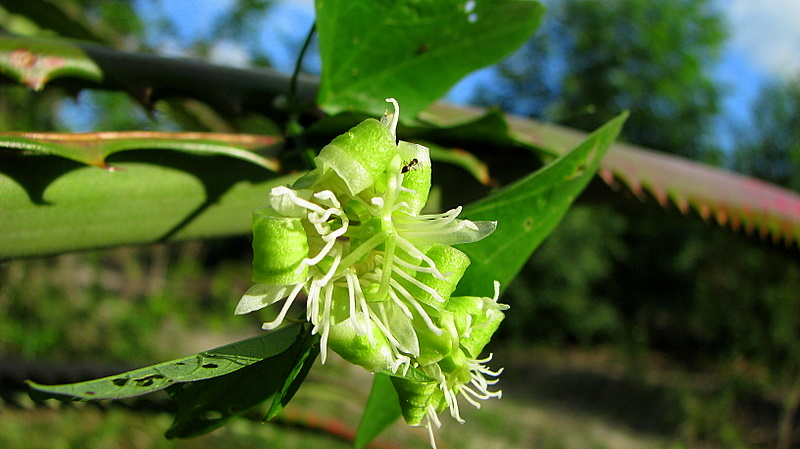
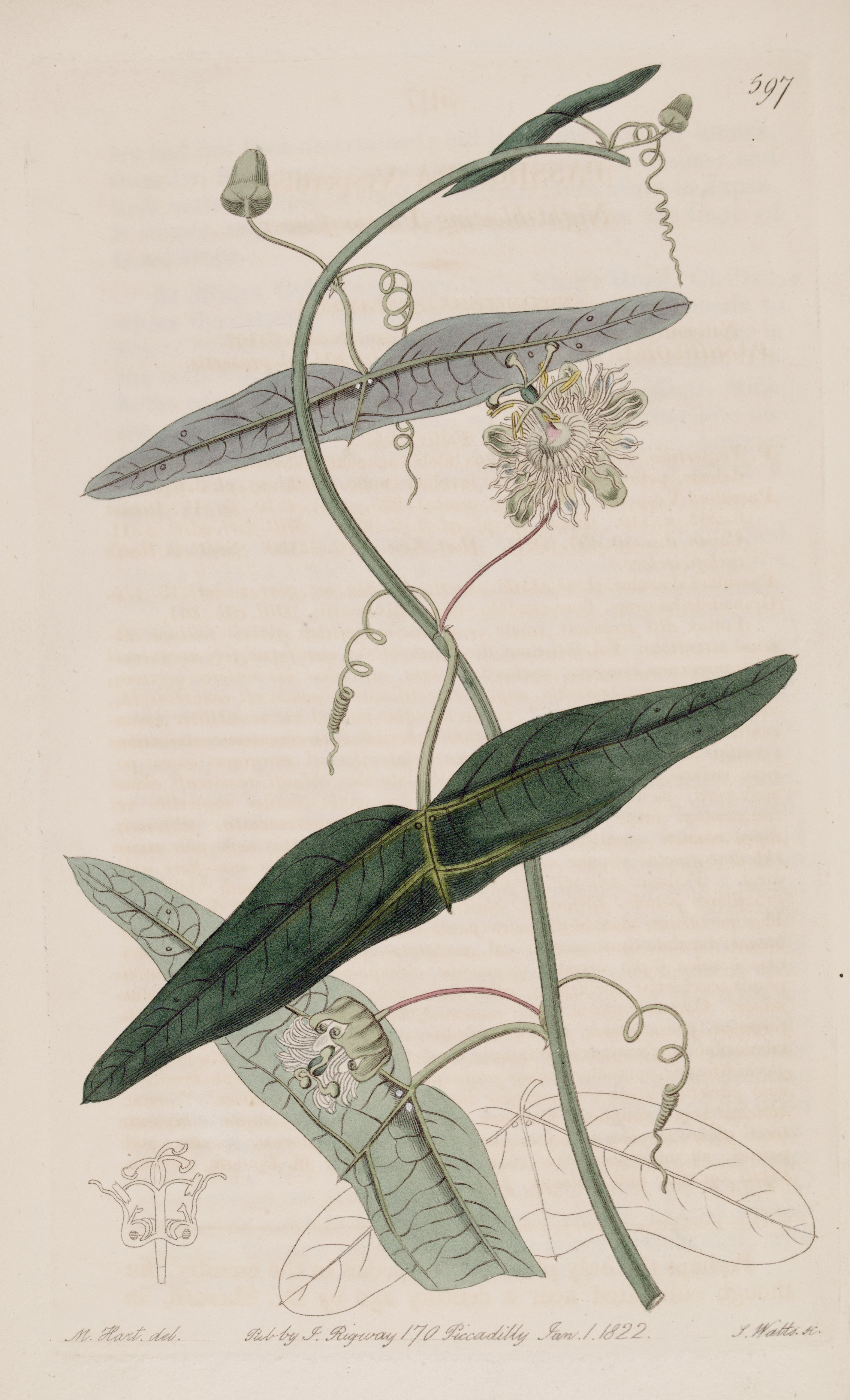
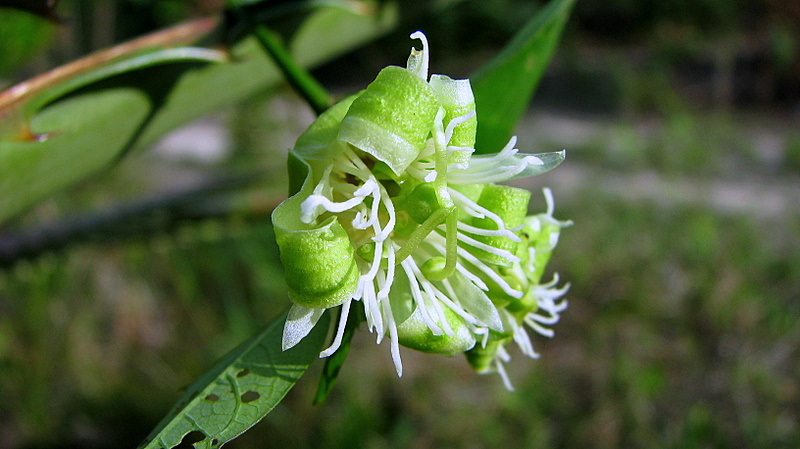